# João Figueiredo
João Baptista de Oliveira Figueiredo (15 tháng 1 năm 1918 - 24 tháng 12 năm 1999) là một nhà lãnh đạo quân sự và chính trị gia Brasil, người nắm giữ văn phòng Tổng thống thứ 30 của Brazil, chế độ quân sự cuối cùng cai trị đất nước sau cuộc đảo chính năm 1964. Ông là chỉ huy trưởng của Cục Bí mật (SNI) trong nhiệm kỳ của người tiền nhiệm, Ernesto Geisel, người đã bổ nhiệm ông làm tổng thống vào cuối nhiệm kỳ của mình. Ông đã tuyên thệ vào ngày 15 tháng 3 năm 1979, phục vụ cho đến ngày 15 tháng 3 năm 1985. Ông tiếp tục quá trình tái phong chức khi Geisel bắt đầu và xử phạt một đạo luật cho phép ân xá cho tất cả các tội ác chính trị trong thời chế độ. Thuật ngữ của ông bị đánh dấu bởi một cuộc khủng hoảng kinh tế trầm trọng và sự bất mãn ngày càng gia tăng của quân đội, lên tới đỉnh điểm là các cuộc biểu tình của Diretas Já năm 1984, kêu gọi bầu cử trực tiếp cho chức vụ Tổng thống, cuộc họp cuối cùng đã diễn ra 24 năm trước. Figueiredo phản đối điều này và năm 1984 Quốc hội bác bỏ sự trở lại ngay lập tức của các cuộc bầu cử trực tiếp, với sự ủng hộ của một cuộc bầu cử gián tiếp bởi Quốc hội, tuy nhiên, do ứng cử viên đối lập Tancredo Neves thắng. Figueiredo nghỉ hưu sau khi kết thúc nhiệm kỳ của mình và qua đời vào năm 1999.